# Kaldbaksbotnur
Kaldbaksbotnur es una localidad de las Islas Feroe perteneciente al municipio de Tórshavn. En 2012 cuenta con 6 habitantes.
Se enclava en un valle en la cabeza del Kaldbaksfjørður; este valle es atravesado por el río Fjarðará, que desemboca en el fiordo formando un pequeño delta. Su actividad económica es la agricultura.
Según una leyenda, en el siglo XIV, en las cercanías de Kaldbaksbotnur se libraron dos batallas entre dos facciones de feroeses: un bando norteño y otro sureño, con motivo del desacuerdo sureño contra la construcción de la catedral de Kirkjubøur, que representaba una pesada carga en impuestos. La primera batalla la ganó el bando del norte, mientras que la segunda fue ganada por los del sur, costando la vida del obispo de Kirkjubøur, líder de la facción norteña.
Kaldbaksbotnur perteneció al municipio de Kaldbak de 1930 a 1976, cuando ambos pueblos fueron integrados a Tórshavn. 
La primera carretera de Kaldbaksbotnur se construyó en 1977, uniendo esta localidad con Kaldbak, ubicada al este. Tres años después los dos pueblos fueron conectados con el resto de la isla. En 1992 quedó listo el túnel que une Kollafjørður con Kaldbaksbotnur. Este túnel de más de 2 km es desde entonces la principal vía de comunicación entre Tórshavn y los poblados del norte de Streymoy.
Al oeste de Kaldbaksbotnur se encuentra Mjørkadalur, una base de la Armada Danesa.